# Henryk Horwat
Henryk Horwat (ur. 9 lutego 1956 w Katowicach), polski hokeista na trawie, olimpijczyk.
Syn Henryka i Lidii z domu Górnik; ukończył szkołę zawodową uzyskując zawód mechanika, pracował w tym charakterze w kopalni Katowice. W latach 1974–1985 był zawodnikiem AZS AWF Katowice, zdobywając wicemistrzostwo Polski (1980) oraz dwa brązowe medale mistrzostw Polski (1982, 1983). Grał jako napastnik. Zaliczył 32 mecze w reprezentacji narodowej (w latach 1979-1982), strzelił 16 bramek. Uczestniczył m.in. w finałach mistrzostw świata w Mumbaju (1982) oraz igrzyskach olimpijskich w Moskwie (1980, 4. miejsce). W turnieju olimpijskim wystąpił w pięciu meczach i strzelił trzy bramki.
Otrzymał tytuł „Mistrza Sportu”. W 1990 wyjechał na stałe do Niemiec.